# 若瑟·考茨
若瑟·考茨（英語：Joseph Coutts；1963年11月25日—）是天主教巴基斯坦籍樞機及現任卡拉奇總教區總主教。

## 生平
若瑟·考茨於1963年11月25日在英屬印度西北部旁遮普邦的城市阿姆利則出生。後來，他進入巴基斯坦卡拉奇基督君王修院接受訓練並於1971年1月9日在拉合爾總教區晉鐸。
晉鐸後，他於1973年至1976年間在羅馬深造。回國後，若瑟·考茨分別擔任卡拉奇基督君王修院哲學與社會學教授和拉合爾小修院院長。1986年至1988年間的，在教區擔任司鐸。
教宗若望·保祿二世於1988年5月5日將他任命為海得拉巴教區主教，他於9月16日晉牧。他於1998年6月27日獲調任為費薩拉巴德教區主教。若瑟·考茨曾長期擔任巴基斯坦明愛主席，他於2005年指揮震災救援工作。
由於卡拉奇總教區總主教立德·平托榮休，因此若瑟·考茨於2012年1月25日獲委任為卡拉奇總教區正權總主教。
教宗方濟各於2018年5月20日宣佈於同年6月28日將若瑟·考茨擢升為樞機。他於該日獲擢升為司鐸級樞機，領巴熱羅的聖文多辣堂區司鐸銜。